# Antonio de León y Becerra
Antonio de León y Becerra (Madrid, 1628-Arequipa, 28 de agosto de 1708) fue un clérigo español. Obispo de Panamá (1672-1676), Trujillo (1676-1677) y Arequipa (1677-1708), así como gobernador interino de la provincia de Tierra Firme y presidente de la Real Audiencia de Panamá (1673-1675).

## Biografía
Hijo de Antonio de León y Ana Becerra. Estudió en la Universidad de Alcalá, donde se graduó de doctor en Teología. En 1657 fue ordenado sacerdote y pasó a ejercer su ministerio, primero en Villar del Olmo, y luego en Torrelaguna. Ingresó a la corte como capellán de honor del rey Felipe IV, quien, por sugerencia del cardenal de Toledo, Baltasar Moscoso y Sandoval, lo presentó para que ocupara el vacante obispado de Panamá (1671).

## Obispo y gobernador de Panamá
Una vez que le llegaron las bulas respectivas, se embarcó para América. En Cartagena de Indias fue consagrado por el obispo Antonio de Sanz Lozano, el 29 de julio de 1673. Finalmente, llegó a Panamá, a la que encontró en plena reconstrucción, pues unos años antes había ocurrido la incursión del pirata Henry Morgan. Tal fue la destrucción, que la ciudad debió reubicarse hacia una zona llamada El Ancón, hoy Casco Antiguo de Panamá.

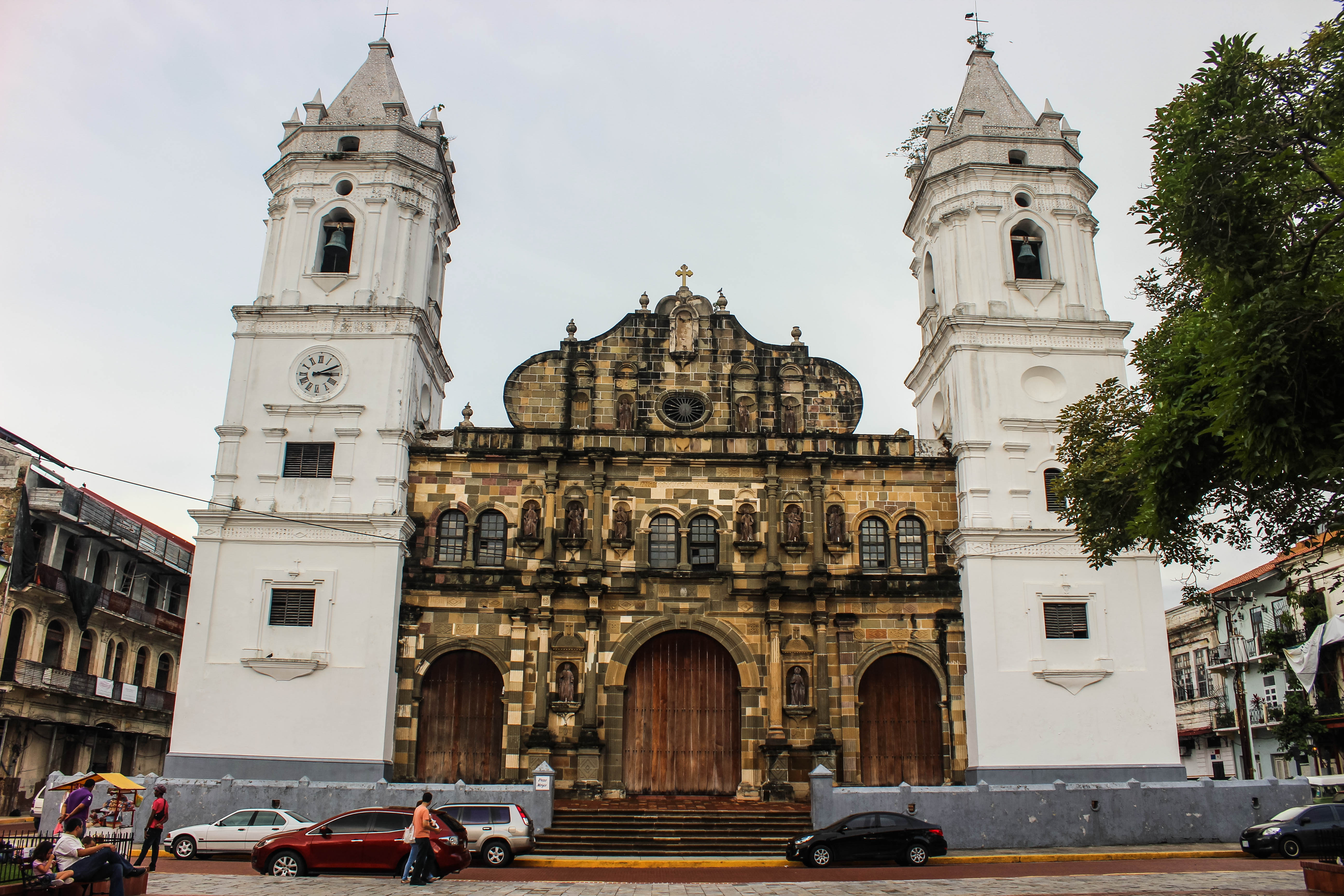
Catedral Metropolitana de Panamá.

León, junto al gobernador Antonio Fernández de Córdoba, participó activamente en los trabajos de reconstrucción; erigió la casa episcopal, y promovió la construcción de la catedral y otros establecimientos religiosos. Y tras el fallecimiento de Fernández de Córdoba, lo reemplazó, de manera interina, asumiendo así las funciones de gobernador, capitán general y presidente de la Real Audiencia de Panamá, por decisión del gobierno de Lima (pues Panamá dependía del Virreinato del Perú).
Continuó las obras de fortificación de la ciudad y nombró como director de obras al arquitecto Alonso Mercado de Villacorta. Si bien continuaron las incursiones de los piratas en la costa, la ciudad se vio más protegida al haberse trasladado hacia un lugar más seguro y al haberse avanzado bastante la construcción de la muralla.

## Obispo de Trujillo (Perú)
En 1676 fue promovido al obispado de Trujillo en Perú. Se trasladó entonces a su nueva sede y tomó posesión de su silla el 3 de enero de 1677. Dictó una regla consueta para el cabildo catedralicio, que fue rechazada por sus miembros. Hizo la visita pastoral al territorio de su diócesis y llegó hasta Cajamarca, donde levantó la iglesia de Santa Catalina, para españoles y mestizos; y la de San Antonio, para los indígenas. Su gobierno fue breve, pues poco después de su entrada en Trujillo, fue promovido a la diócesis de Arequipa.

## Obispo de Arequipa
Tardó en trasladarse a Arequipa, hasta que hizo su ingreso el 13 de enero de 1679. Esta vez su gobierno episcopal fue más extenso, contándose entre los más largos de la historia de la diócesis arequipeña (veintinueve años).

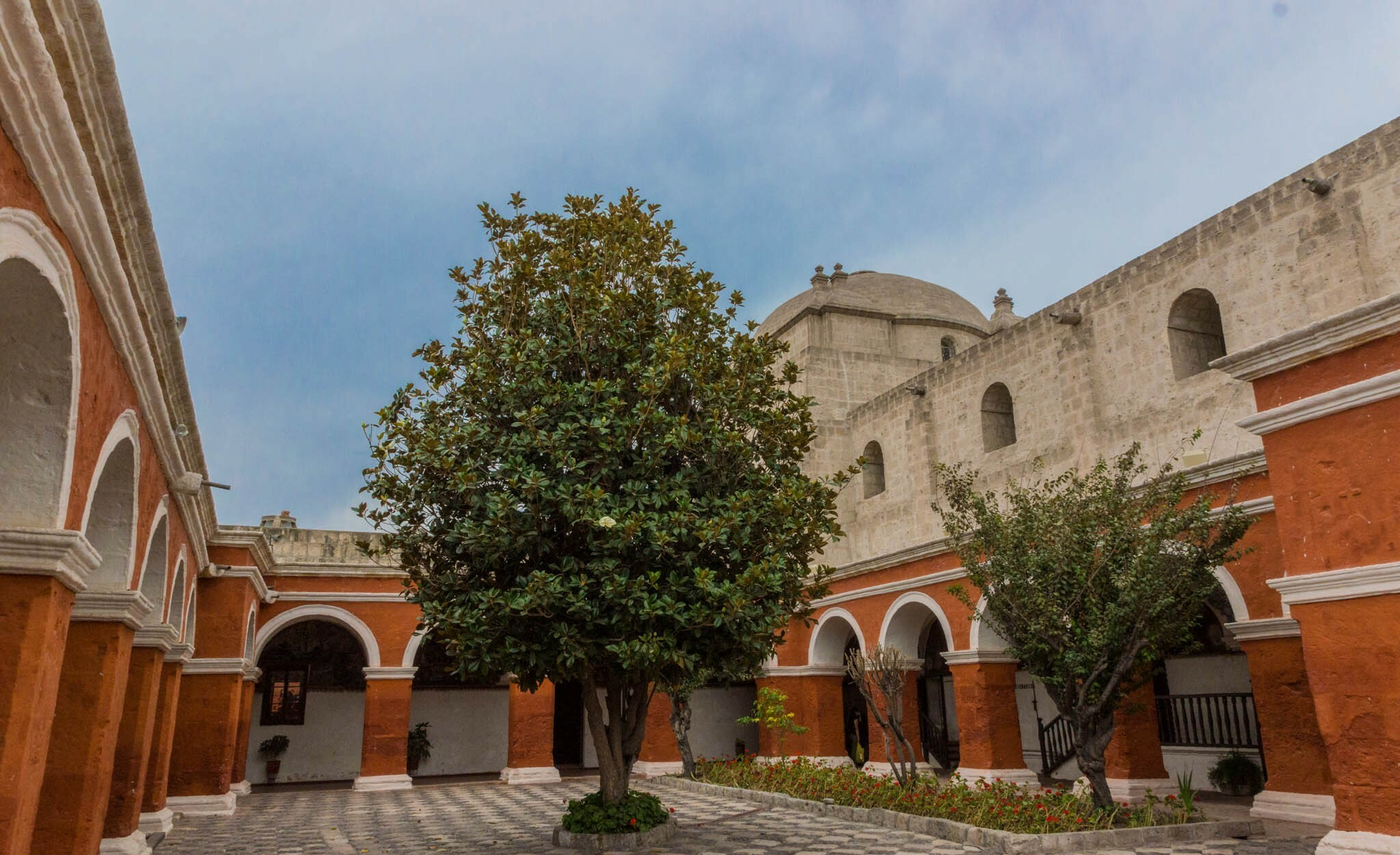
Monasterio de Santa Catalina, Arequipa.

Efectuó dos visitas pastorales y confirmó a unas 30 000 personas. Puso especial cuidado en la formación y la moral del clero. Instaló una escuela pública en el convento de la Compañía, que acogió a niños pobres. En 1684 inauguró el segundo sínodo diocesano, que rigió hasta la época republicana. Realizó muchas obras de conservación y mejoramiento de los edificios eclesiásticos, entre ellos el Monasterio de Santa Catalina. Defendió de manera acérrima los fueros de la Iglesia, enviando cartas al virrey Duque de la Palata, a raíz de la provisión que este había expedido en 1684 sobre los abusos de los párrocos.
Sucesivamente, declinó aceptar el obispado de Quito y el arzobispado de Bogotá, aduciendo su avanzada edad. Falleció en 1708 y fue sepultado en la catedral de Arequipa. Dejó su nutrida biblioteca al clero, para lo cual se construyó un salón en la catedral.
Su nombre figuraba en segundo lugar en el pliego de mortaja (lista de los candidatos a suceder interinamente a un virrey fallecido), detrás del obispo del Cuzco, Juan González de Santiago. Este pliego se abrió en 1710 a raíz de la muerte del virrey Manuel de Oms y de Santa Pau; y como ambos obispos habían fallecido, la sucesión correspondió al tercero de la lista: el obispo de Quito Diego Ladrón de Guevara.